# Хрестовоздвиженська церква (Одеса)
Хрестовоздвиженська церква — православний храм в Одесі, який знаходився в районі Пересипу на Ярмарковій площі. Церква зруйнована у 1930-х роках комуністами під час Сталінського терору.

## Історія
У 1835 році за ініціативою градоначальника Олексія Льовшина в районі Пересипу було закладено Хрестовоздвиженський ярмарок, який швидко перетворився на важливу Ринкову площу міста. У 1859 році тут було закладено церкву в честь Воздвиження Хреста Господнього. У 1891 році біля церкви було зведено школу, яку присвятили спасінню нащадка російського престолу — Миколая, якого 29 квітня 1891 року в місті Оцу (Японія) японський самурай намагався зарубати мечем. Замовником розбудови школи виступив купець Діонісій Бенетато. У 1894 році церкву було перебудовано на однопролітний храм з однією банею, також було позолочено хрест і іконостас.
Із цим храмом пов'язана доля російського письменника Корнея Чуковського — 26 травня 1903 року він обвінчався тут зі своєю дружиною, Марією Гольдфельд. Також, раніше його майбутня дружина була похрещена у цій самій церкві.
У 1930-х роках, після приходу радянської влади, храм було зруйновано більшовиками.

## Розташування храму

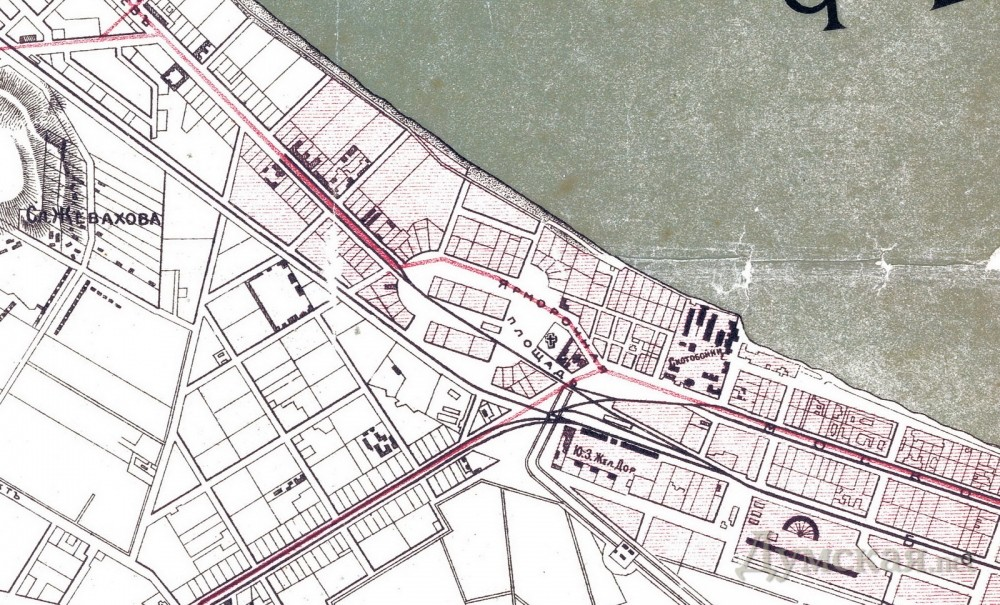
Карта Ярмаркової площі з позначеним храмом

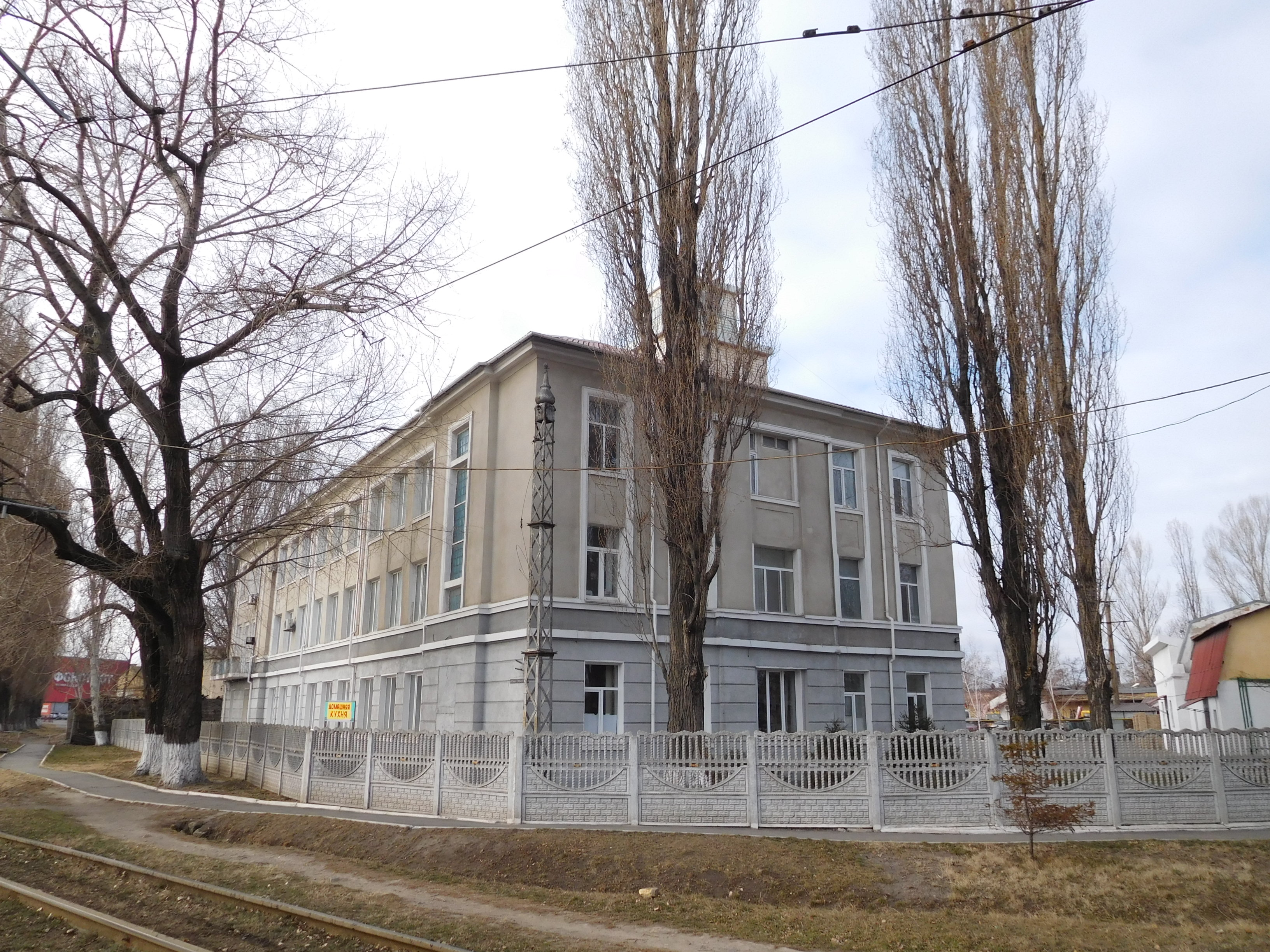
Адміністративний будинок, зведений на місці церкви

За деякими письменними даними, церква була розташована на перехресті Миколаївської дороги і вулиці 7-ї Пересипської. На цьому місці тепер знаходиться школа № 30. Однак згідно зі старими картами, церква розташовувалася при в'їзді до площі з боку центру міста. На цьому місці тепер знаходиться зведена у 1930-х роках адміністративна будівля.